# Coupe de Tunisie de football 1965-1966
Navigation
Coupe de Tunisie 1964-1965 Coupe de Tunisie 1966-1967
La Coupe de Tunisie de football 1965-1966 est la 11e édition de la coupe de Tunisie depuis 1956, et la 36e au total. Elle est organisée par la Fédération tunisienne de football (FTF).

## Résultats

### Troisième tour
Disputé le 7 novembre 1965, le tour réunit les quatorze clubs de seconde division et les 24 qualifiés du deuxième tour.
- Union sportive tunisienne bat Union sportive de Carthage
- Sporting Club de Moknine - Union sportive de Sidi Bou Ali : 7 - 1
- Club medjezien bat Espérance sportive de Zarzis
- El Makarem de Mahdia bat Union sportive de Radès
- Union sportive monastirienne - Union sportive khémissienne : 3 - 0
- Association sportive souk-arbienne bat Stade gabésien
- Étoile sportive de Béni Khalled bat Association Mégrine Sport
- Club sportif des cheminots - Association sportive de l'Ariana : 2 - 1
- Jeunesse sportive de Tebourba - Stade sportif sfaxien : 2 - 0
- Olympique de Béja - Club sportif de Hajeb El Ayoun : Forfait
- Stade populaire  bat Union sportive ksibienne (Ksibet el-Médiouni)
- Al Hilal bat Football Club de Jérissa
- Club sportif menzelien bat Olympique de Médenine
- Club olympique du Kram bat Étoile sportive de Métlaoui
- Gazelle sportive de Moularès bat La Palme sportive de Tozeur
- Association sportive de Ghardimaou bat Jeunesse sportive kairouanaise
- Stade nabeulien bat Association sportive de la cimenterie Portland de Bizerte
- Patriote  de Sousse bat Association sportive Ittihad
- Union sportive maghrébine - Union sportive de Gafsa-Ksar : 2 - 2 puis Forfait

### Seizièmes de finale
En plus des 19 qualifiés du tour précédent, onze clubs de division nationale font leur entrée en coupe. Le Club africain, détenteur du titre, est qualifié d’office pour les huitièmes de finale. Les matchs sont joués le 5 décembre 1965.
| Équipe 1                           | Équipe 2                           | Score 90'         |
| ---------------------------------- | ---------------------------------- | ----------------- |
| Club sportif de Hammam Lif         | Union sportive tunisienne          | 2 - 0             |
| Club sportif sfaxien               | Sporting Club de Moknine           | 7 - 4             |
| Club africain                      | -                                  | Qualifié d’office |
| Club medjezien                     | El Makarem de Mahdia               | 1 - 0             |
| Union sportive monastirienne       | Club athlétique bizertin           | 2 - 0             |
| Association sportive souk-arbienne | Étoile sportive de Béni Khalled    | 3 - 1             |
| Club sportif des cheminots         | Jeunesse sportive de Tebourba      | 2 - 0             |
| Sfax railway sport                 | Olympique de Béja                  | 7 - 0             |
| Stade populaire                    | En-Nadi Ahly de Mateur             | 3 - 1             |
| Étoile sportive du Sahel           | Stade soussien                     | 3 - 0             |
| Avenir sportif de La Marsa         | Club olympique tunisien            | 8 - 1             |
| Al Hilal                           | Club sportif menzelien             | 3 - 1             |
| Club olympique du Kram             | Gazelle sportive de Moularès       | 4 - 2             |
| Espérance sportive de Tunis        | Association sportive de Ghardimaou | 8 - 0             |
| Stade nabeulien                    | Patriote de Sousse                 | 1 - 1             |
| Stade tunisien                     | Union sportive maghrébine          | 1 - 0             |
| Patriote de Sousse                 | Stade nabeulien                    | 2 - 1             |

### Huitièmes de finale
Les matchs sont disputés le 2 janvier 1966 et le match à rejouer le 4 février.
| Équipe 1                     | Équipe 2                           | Score 90' |
| ---------------------------- | ---------------------------------- | --------- |
| Stade tunisien               | Al Hilal                           | 4 - 1     |
| Club sportif sfaxien         | Club sportif de Hammam Lif         | 3 - 2     |
| Patriote de Sousse           | Club sportif des cheminots         | 2 - 0     |
| Club africain                | Espérance sportive de Tunis        | 0 - 0     |
| Étoile sportive du Sahel     | Stade populaire                    | 1 - 0     |
| Avenir sportif de La Marsa   | Club medjezien                     | 4 - 0     |
| Sfax railway sport           | Association sportive souk-arbienne | 3 - 1     |
| Union sportive monastirienne | Club olympique du Kram             | 2 - 1     |
| Club africain                | Espérance sportive de Tunis        | 2 - 0     |

### Quarts de finale
| Date            | Équipe 1                   | Équipe 2                     | Score 90' |
| --------------- | -------------------------- | ---------------------------- | --------- |
| 20 février 1966 | Avenir sportif de La Marsa | Étoile sportive du Sahel     | 2 - 1     |
| 20 février 1966 | Stade tunisien             | Sfax railway sport           | 2 - 0     |
| 20 février 1966 | Club africain              | Union sportive monastirienne | 1 - 0     |
| 20 février 1966 | Club sportif sfaxien       | Patriote de Sousse           | 2 - 1     |

### Demi-finales
| Date          | Équipe 1                   | Équipe 2                   | Score 90' |
| ------------- | -------------------------- | -------------------------- | --------- |
| 10 avril 1966 | Stade tunisien             | Club sportif sfaxien       | 2 - 0     |
| 10 avril 1966 | Club africain              | Avenir sportif de La Marsa | 0 - 0     |
| 22 avril 1966 | Avenir sportif de La Marsa | Club africain              | 1 - 0     |

### Finale
| Date        | Équipe 1       | Équipe 2                   | Score 90' |
| ----------- | -------------- | -------------------------- | --------- |
| 22 mai 1966 | Stade tunisien | Avenir sportif de La Marsa | 1 - 0     |

Le but est marqué par Moncef Chérif (88e min.). La finale est arbitrée par Moncef Ben Ali, secondé par Hédi Attig et Hamadi Melki.
Les formations alignées sont :
- Stade tunisien (entraîneur : Ammar Nahali) : Abdallah Trabelsi - Mohsen Keffala, Ahmed Mghirbi, Tahar Nahali, Mohieddine Sghir, Moncef Ajel, Abdelwahab Lahmar, Jameleddine Naoui, Moncef Chérif, Mohamed Kerrit, Brahim Kerrit
- Avenir sportif de La Marsa (entraîneur : Hmid Dhib) : Ferjani Derouiche - Abdelkrim Mghirbi, Larbi Aouini, Baccar Ben Miled, Ali Selmi, Mohamed Habib Bouaziz, Tahar Gabsi Anniba, Hamadi Chehab, Ammar Merrichkou, Mouldi Mezghouni, Hamadi Klibi

## Meilleurs buteurs
Tahar Gabsi Anniba (Avenir sportif de La Marsa) et Amor Madhi (Sfax railway sport) sont les meilleurs buteurs de la compétition avec cinq buts chacun. Ils sont suivis de Nouri Hlila (USMO), des deux attaquants du CSS, Mongi Dalhoum et Ali Graja, et d'Abdellatif Naouar alias Alka (EST), avec quatre buts.